# بانو یوها
بانو یوها یا یوهوا با نام کامل ها یوها (زاده ۷۳ سال ق.م، دانگ‌بویو  _ درگذشته ۲۸ سال ق.م، دانگ‌بویو)؛ دختر ارشد رئیس قبیلهٔ هابک و همسر ژنرال هه‌موسو رهبر گروه دامول بود. او پس از کشته شدن هه‌موسو، به عنوان همسر دوم سلطنتی وارد قصر امپراتور گوموا شد. وی همچنین مادر جومونگ، بنیان‌گذار پادشاهی گوگوریو بود.

## زندگی‌نامه

### اصل و نسب
بانو ها یوها؛ دختر ها بیک، رئیس قبیلهٔ هابک و زنی بنام بوک‌ بی بود که در سال ۷۳ قبل از میلاد متولد شد. نام یوها به معنای "فرزند رودخانه هابک" بود. گفته می‌شود رئیس قبیلهٔ هابک سه دختر زیبا داشت بنام های: یوهوا (یوها)، هوی‌هوا و هون‌هوا، که یوها دختر بزرگتر بود.

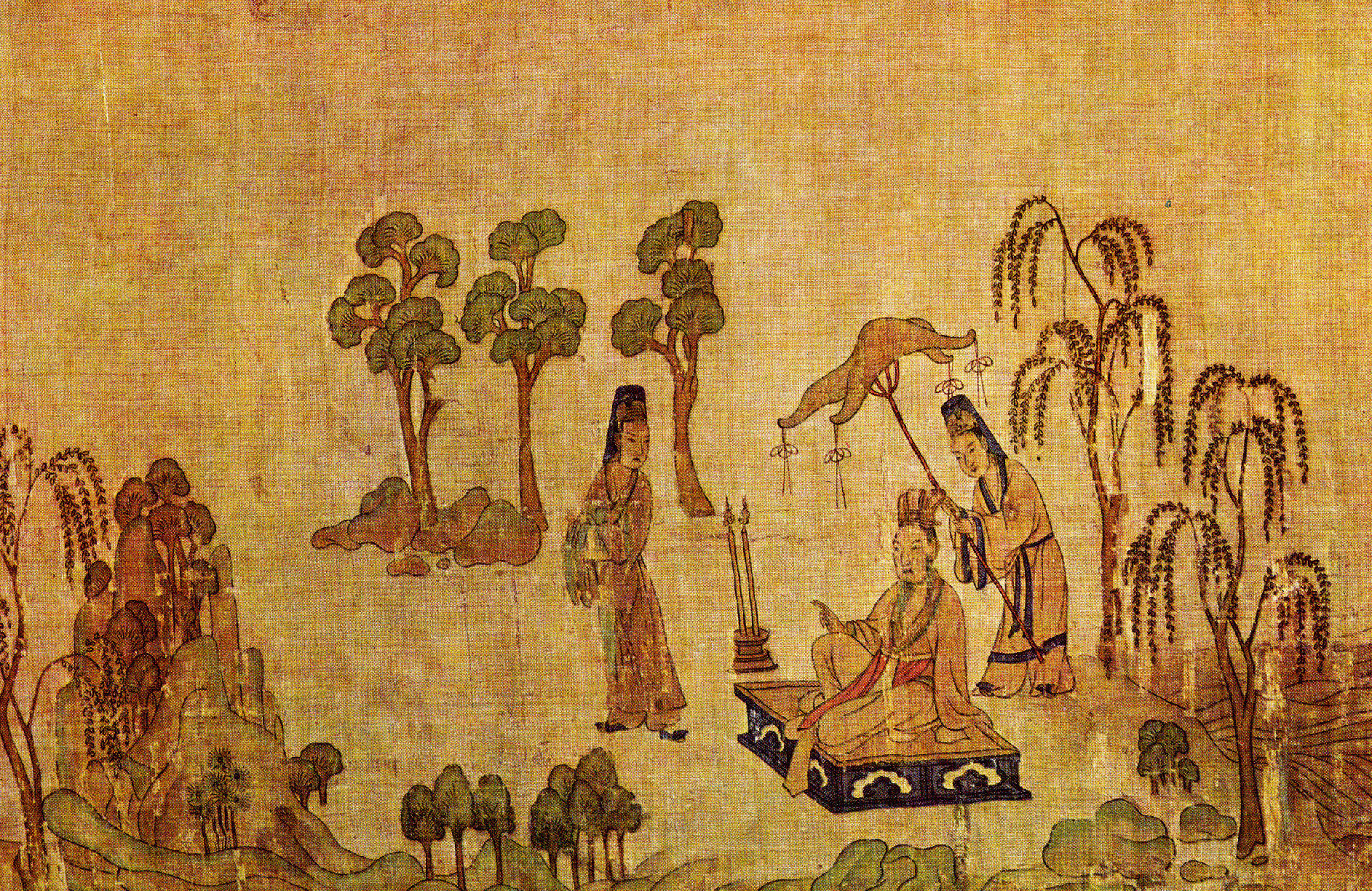
ها بیک و دخترانش

### آشنایی یوها و هه‌موسو
در مورد چگونگی آشنایی یوها و ژنرال هه‌موسو نظریه‌های بسیاری وجود دارد که سه مورد از آنها در تاریخ کره معروف‌تر هستند.

- نظریه اول: آمده است که روزی یوها و خواهرانش در کنار رودخانه هابک مشغول گردش بودند که ناگهان پیکر مردی را شناور بر روی آب دیدند خواهران با دیدن جسد فرار کردند اما یوها آنجا ماند و توانست آن مرد را از آب بیرون بکشد و او را نجات دهد. آن مرد در واقع همان هه‌موسو رهبر گروه دامول بود که توسط ارتش امپراتوری هان زخمی شده بود. یوها چندین روز از او پرستاری کرد و هه‌موسو پس از بهبودی در حالیکه به یوها علاقه‌مند شده بود با وی ازدواج کرد.
- نظریه دوم: گفته‌شده که هه‌موسو با یوها در زمانی که او در رودخانه هابک مشغول حمام کردن بود آشنا شده‌است و سپس به صورت مخفیانه با یکدیگر ازدواج کردند، اما زمانی که ها بیک، پدر یوها از موضوع مطلع شد هه‌موسو را به عنوان همسر دخترش قبول نکرد و او را از قبیلهٔ هابک بیرون کرد. ها بیک که بسیار از دخترش، یوها خشمگین بود او را به اوبال‌سو (優渤水) تبعید کرد، یوها در آن مکان با فرمانروای دانگ‌بویو، گوموا آشنا شد و همسر او گردید.
- نظریه سوم: این نظریه توسط سامگوک یوسا روایت می‌شود و می‌گوید که روزی یوها و خواهرانش در کنار رودخانه هابک مشغول بازی بودند. اما وقتی دیدند هه‌موسو به آن‌ها نزدیک می‌شود از ترس فرار کردند. هه‌موسو برای فریب دادن دخترها قصری با تزئینات عالی ساخت و ضیافتی بزرگ برپا کرد. پس از اینکه خواهران وارد قصر شدند و مست شدند هه‌موسو تلاش کرد تا راه خروج را مسدود کند و توانست یوها را دستگیر کند. خواهران موضوع را به ها بیک، پدرشان گزارش دادند. ها بیک که از ربودن یوها بسیار خشمگین شده بود فرستاده‌ای برای سرزنش نزد هه‌موسو فرستاد. هه‌موسو از کارش پشیمان شد و خواست یوها را آزاد کند. اما یوها از رفتن امتناع کرد چون عاشق شده بود. هه‌موسو ارابه‌ای را که توسط پنج اژدها کشیده میشد احضار کرد و به کاخ ها بیک رفت. ها بیک، هه‌موسو را به یک جنگ مسخ دعوت کرد، و سپس ها بیک به صورت کپور، قرقاول و آهو تبدیل شد، هه‌موسو هم به ترتیب به سمور، شاهین و گرگ تبدیل شد و او را گرفت و در نتیجه پیروز شد. ها بیک که از توانایی‌های هه‌موسو شگفت زده شده بود ضیافتی برای جشن ازدواج هه‌موسو و یوها ترتیب داد. اما زمانی که زوج مست شده بودند، ها بیک آن ها در کیسه چرمی گذاشت و آنان را در ارابهٔ  اژدها گذاشت تا به بهشت صعود کنند. اما هه‌موسو در میانه راه بیدار شد و با بریدن کیسه چرمی با سنجاق‌سر طلایی یوها به تنهایی به بهشت گریخت. هنگامی که یوها به تنهایی نزد پدرش بازگشت، ها بیک که او را مایهٔ شرمساری خانواده می‌دید لب هایش را دراز کرد و او را به حوض ووبال‌سو یا اوبال‌سو، واقع در کوه تاباک‌سان تبعید کرد. روزی یک ماهیگیر به امپراتور گوموا از بویو گزارش داد که موجود عجیبی در زیر آب قدم می‌زند. امپراتور دستور داد آن موجود که یوها بود را بیاورند. چون لب‌های یوها دراز بود باید سه بار بریده می‌شد تا بتواند حرف بزند. امپراتور که متوجه شده بود، یوها همسر پسر بهشتی بوده او را در قصر خود نگه‌داشت.(البته این نظریه به افسانه شباهت دارد تا واقیعت)
  - بیشتر تاریخ کره نظریه دوم را معتبر تر از باقی نظریه‌ها می‌دانند.

### قتل عام قبیلهٔ هابک و مرگ هه‌موسو
ارتش امپراتوری هان در سال ۶۱ قبل از میلاد قبیلهٔ هابک را به دلایل نامعلوم قتل عام کرد و چون یوها در آن زمان در اوبال‌سو  تبعید بود توانست زنده بماند. چندی بعد هه‌موسو هم در یکی از نبردها توسط سواره نظام آهنین ارتش امپراتوری هان کشته‌شد.

### ازدواج یوها با گوموا و تولد جومونگ

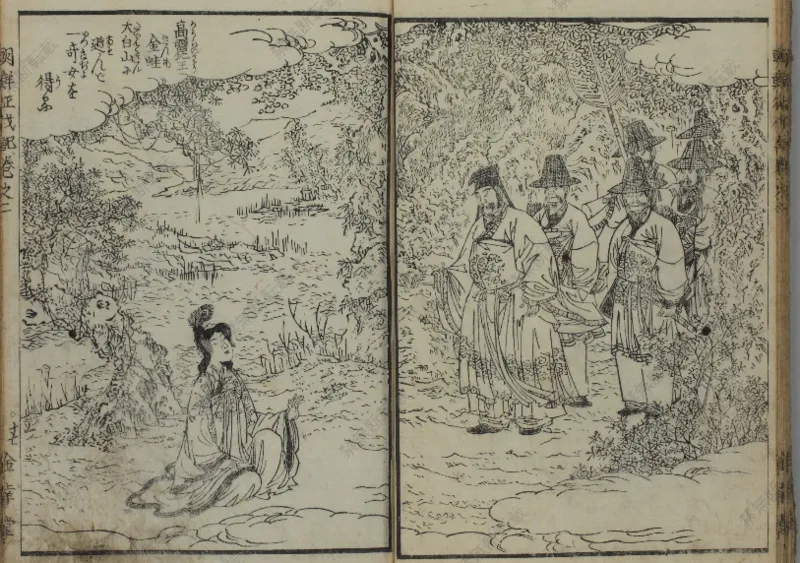
اولین ملاقات یوها و گوموا، بر اساس کتاب چوسن‌سی‌هات‌سوکی (۱۸۵۴)

پس از کشته شدن هه‌موسو، یوها که همسر سلطنتی دوم امپراتور گوموا شده‌بود، در قصر دانگ‌بویو ساکن شد. اما ملکه وون‌هو (همسر اول گوموا از قبیلهٔ ساچل‌دو) با همسران سلطنتی امپراتور رفتار مناسبی نداشت و گفته می‌شود وی از دشمنان سرسخت بانو یوها بود و بارها او را آزار می‌داد. همچنین ملکه وون‌هو را یکی از عوامل مرگ بانو یوها نیز می‌دانند.
یوها که از قبل توسط هه‌موسو باردار شده بود این موضوع را به گوموا اطلاع داد. گوموا در ابتدا سعی کرد تا کودک را در درون رحم مادرش نابود کند اما موفق نشد. سرانجام در سال ۵۸ قبل از میلاد، فرزند یوها متولد شد. او یک پسر بود که نامش را جومونگ (در زبان کره‌ای به معنی کمان‌دار ماهر) گذاشتند. گوموا سپس دوباره قصد کرد تا کودک را از بین ببرد. او شبی جومونگ را از مادرش ربود و او را نزد حیوانات وحشی گذاشت تا او را بخورند. اما حیوانات به جای خوردن آن، از جومونگ محافظت می‌کردند تا صدمه نبیند. در نهایت گوموا، جومونگ را به یوها برگرداند و او را به فرزندی خویش قبول کرد.

- بحث‌های مختلفی بر سر آنکه پدر واقعی جومونگ چه کسی بوده به وجود آمده‌است، در بعضی از متون تاریخی کره، جومونگ را پسر هه‌موسو و یوها توصیف کرده‌اند. اما بعضی هم او را فرزند گوموا و یوها می‌دانند.
  - اما به نظر می‌رسد پدر جومونگ هه‌موسو باشد چون پادشاهی گوگوریو او را به عنوان پدر سرزمین خود قبول داشتند.

### مرگ و آرامگاه
در مورد مرگ بانو یوها دو نظریه متفاوت وجود دارد.

- نظریه اول: پس از اینکه جومونگ به دلیل حسادت و تهدید های هفت ناتنی‌اش (از جمله تسو(ده‌سو) و یونگ‌پو) بویو را ترک می‌کند و حکومت گوگوریو را تأسیس میکند، یوها در قصر دانگ‌بویو درگیر بحث‌های سیاسی می‌شود و به روایت سامگوک یوسا در اگوست سال ۲۴ قبل از میلاد، توسط گوموا به قتل می‌رسد.
- نظریه دوم: در سال ۲۸ قبل از میلاد، هنگامی که جومونگ، ژنرال بوویوم را جهت تسخیر پادشاهی اوکجه فرستاد. در طی همان سال مادرش بانو یوها، به علت بیماری در قصر دانگ‌بویو درگذشت و به خواست گوموا برای او مراسم خاکسپاری‌ای در حد یک ملکه‌مادر (ملکه‌مادر گوگوریو) گرفتند، در حالیکه یوها فقط یک همسر سلطنتی بود. جومونگ پیک فرستاده و هدایای فراوانی جهت قدردانی از سخاوت امپراتور گوموا، برای او ارسال نمود.

مقبرهٔ بانو یوها ابتدا در بویو قرار داشت، اما در دوره امپراتور گوانگ‌گه‌تو(نوزدهمین امپراتور گوگوریو) مقبرهٔ او از بویو به پیونگ‌یانگ و در کنار پسرش جومونگ منتقل شد.

### عناوین بعد از مرگ
- گوموا پس از مرگ یوها به او عنوان "همسر سلطنتی محبوب" را اعطاء کرد.
- بانو یوها پس از مرگش توسط شخص امپراتور جومونگ به عنوان ملکه‌مادر گوگوریو شناخته‌شد.
- حکومت بکجه نیز یوها را به عنوان مادربزرگ سرزمین خود قبول داشتند و برای او احترام زیادی قائل بودند.

## خانواده
- پدر: ها بیک (하백)
- مادر: بوک ‌بی (벅비)
- خواهران کوچکتر:
  - ها هوی‌هوا (위화)
  - ها هون‌هوا (훤화)
- همسران:
  - ژنرال هه‌موسو (해모수왕)؛ ژنرال ارتش و رهبر گروه دامول
  - امپراتور گوموا (금와왕)؛ دومین فرمانروای دانگ‌بویو
- فرزند: جومونگ (امپراتور دونگ‌میونگ‌سونگ) (동명성왕)؛ بنیان‌گذار پادشاهی گوگوریو
  - عروس اول: بانو یه (예씨 부인)؛ ملکه‌ی سلطنتی دوم گوگوریو
    - نوه: امپراتور یوری‌میونگ (비류)؛ دومین فرمانروای گوگوریو

  - عروس دوم: بانو سوسانو (스사노오)؛ دومین دختر حاکم جولبون، اولین ملکه‌ی سلطنتی گوگوریو و سپس از مؤسسین حکومت بکجه
    - نوه: شاهزاده بیریو (비류)
    - نوه: امپراتور اون‌جو (온조 어라하)؛ بنیان‌گذار پادشاهی بکجه

## در فرهنگ عامه
- توسط اوه یون سو در مجموعه تلویزیونی سال ۲۰۰۶ ام‌بی‌سی، افسانه جومونگ، به تصویر کشیده شد.
- توسط کیم جی یونگ در مستند تلویزیونی سال ۲۰۱۷ کی‌بی‌اس، تاریخ کره‌ای، به تصویر کشیده شد.